# Deinotheriidae
Deinotheriidae — родина доісторичних слоноподібних хоботних, яка жила в кайнозойську еру, спочатку з'явившись в Африці, потім поширившись по Південній Азії (Індо-Пакистан) і Європі. За цей час вони дуже мало змінилися, окрім того, що значно збільшилися; до пізнього міоцену вони стали найбільшими наземними тваринами свого часу. Їхньою найвідмітнішою рисою були загнуті вниз бивні на нижній щелепі. 
Дейнотери були не дуже різноманітні; єдині три відомі роди: Chilgatherium, Prodeinotherium і Deinotherium. Вони утворюють еволюційну послідовність, коли кожен новий рід замінює попередній. На відміну від різних родів мамутів і мастодонтів, дейнотери вимерли на початку плейстоцену, а не продовжували жити протягом льодовикового періоду.